# Rota das aldeias brancas

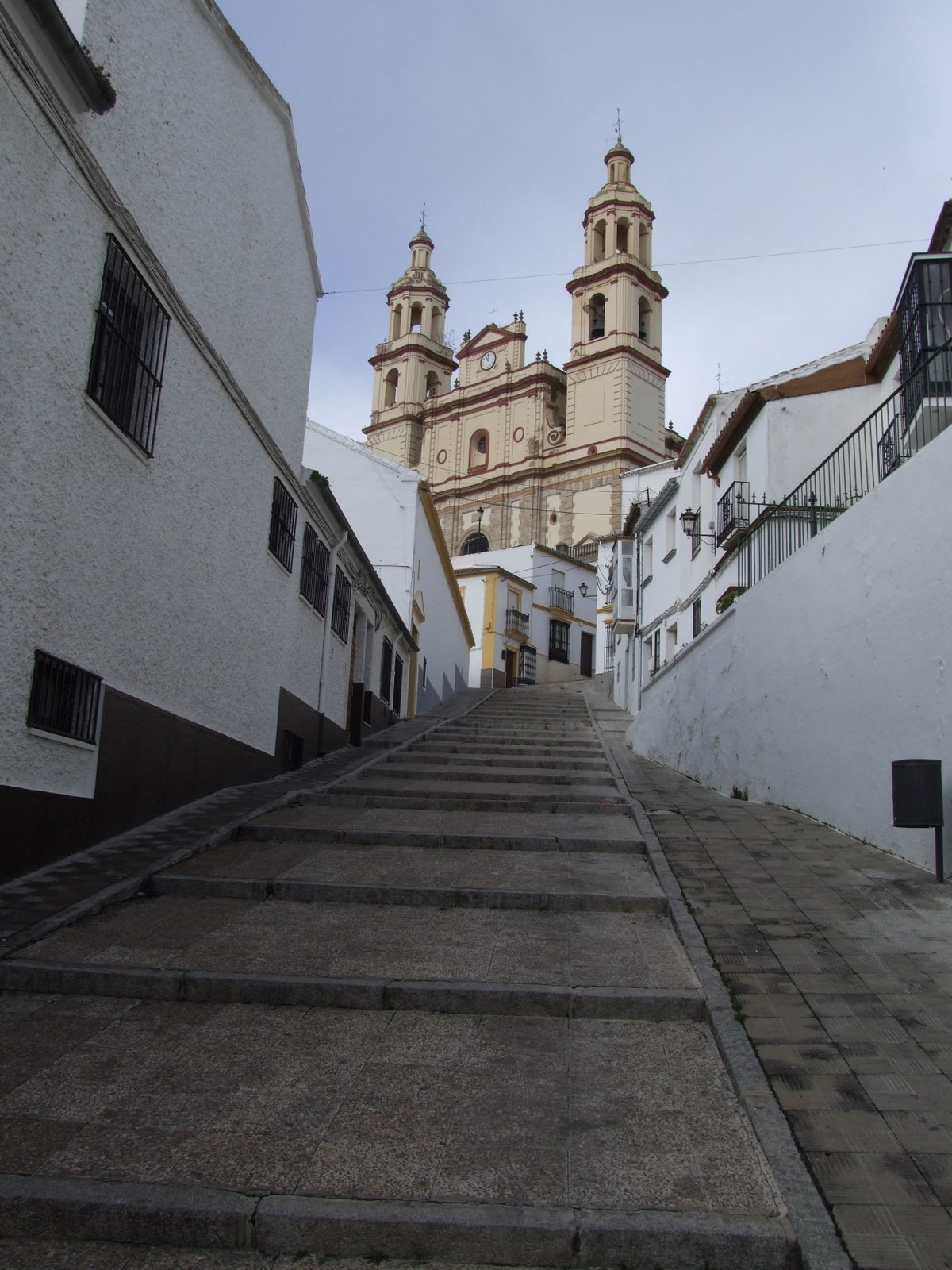
Igreja em Olvera

A Rota das aldeias brancas (em castelhano:  Ruta de los pueblos blancos) é uma rota turística que compreende grande parte dos povos de Andaluzia, Espanha, na comarca da Serra e alguns da comarca da Janda da província de Cádiz e da Serranía de Ronda, na província de Málaga. O seu nome vem do branco das fachadas das casas das aldeias, pintadas com cal para repelir o calor. Muitas destas aldeias pertencem ao Parque Natural da Serra de Grazalema, o que lhes dá um factor adicional de interesse turístico.

## Aldeias incluídas
As aldeias incluídas nesta rota são (por ordem alfabética):

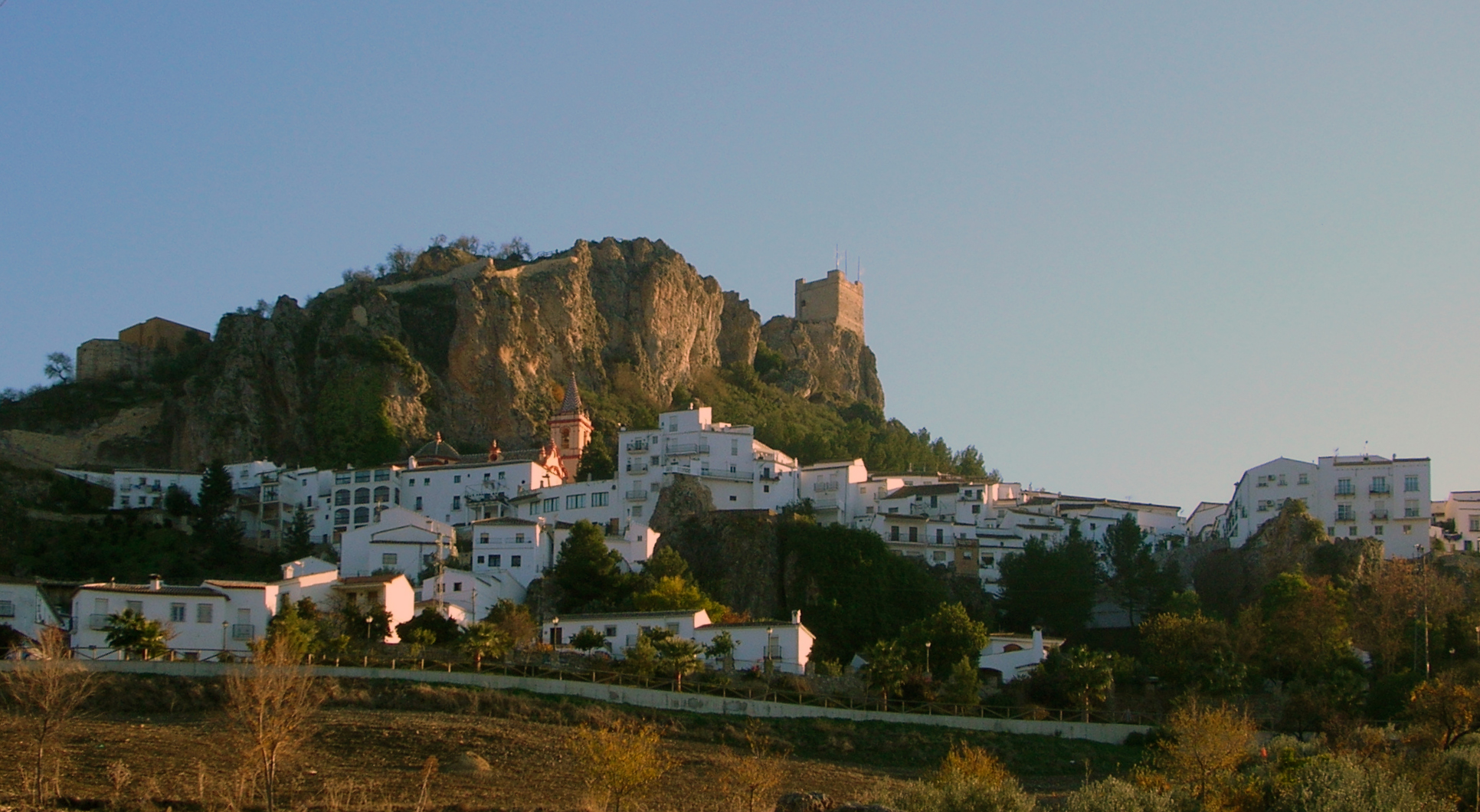
Zahara da Serra

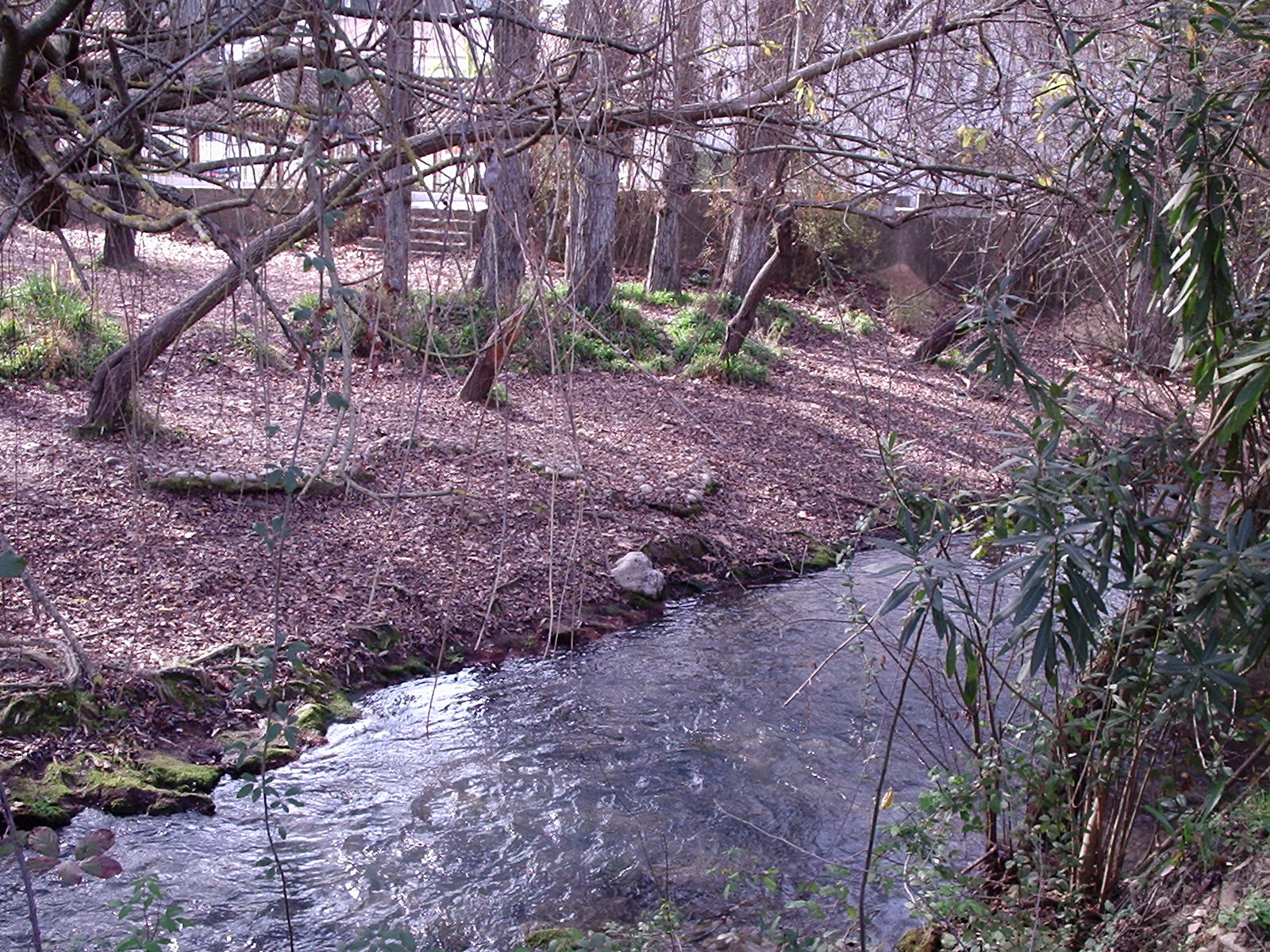
Rio Majaceite no seu caminho pelo Bosque

- Alcalá do Vale
- Algar
- Algodonales
- Arcos da Fronteira
- Benaocaz
- Bornos
- O Bosque
- O Gastor
- Espera
- Grazalema
- Olvera
- Prado do Rei
- Porto Serrano
- Setenil das Adegas
- Torre Alháquime
- Ubrique
- Villaluenga do Rosario
- Villamartín
- Zahara da Serra
- Ronda

## Galeria

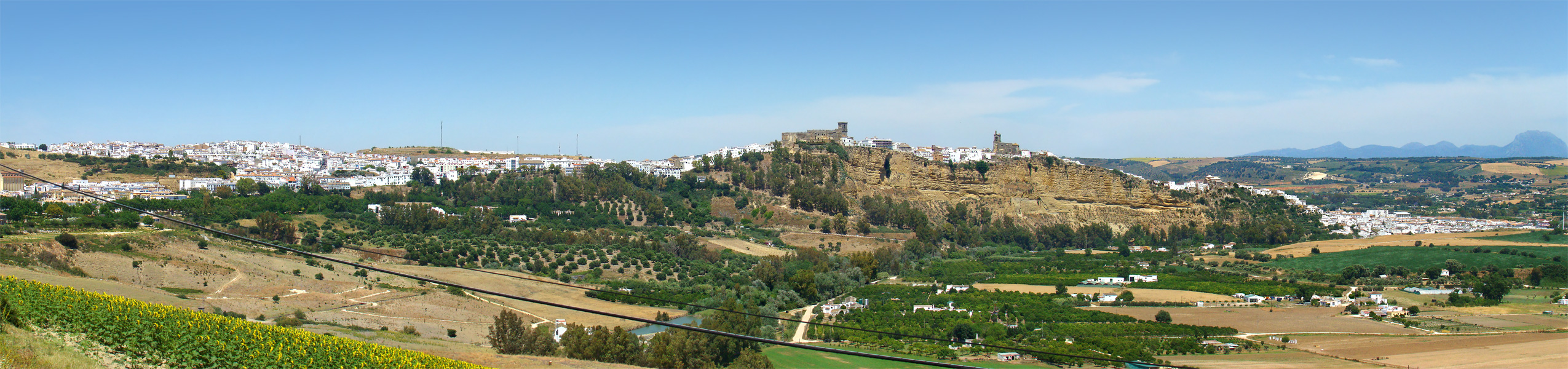
Arcos da Fronteira
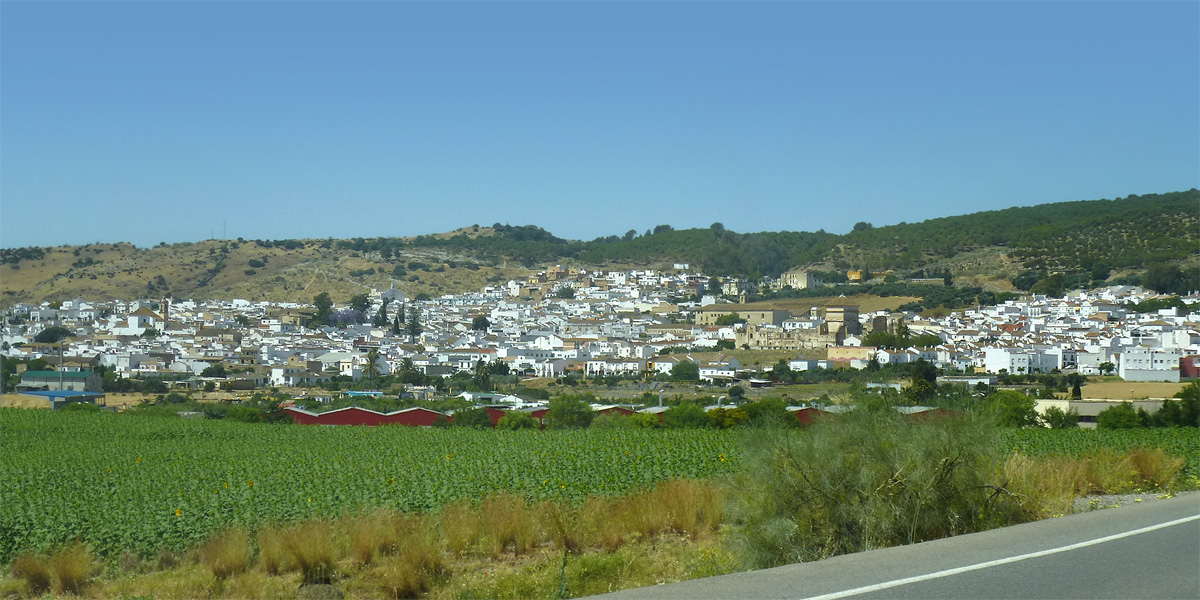
Bornos
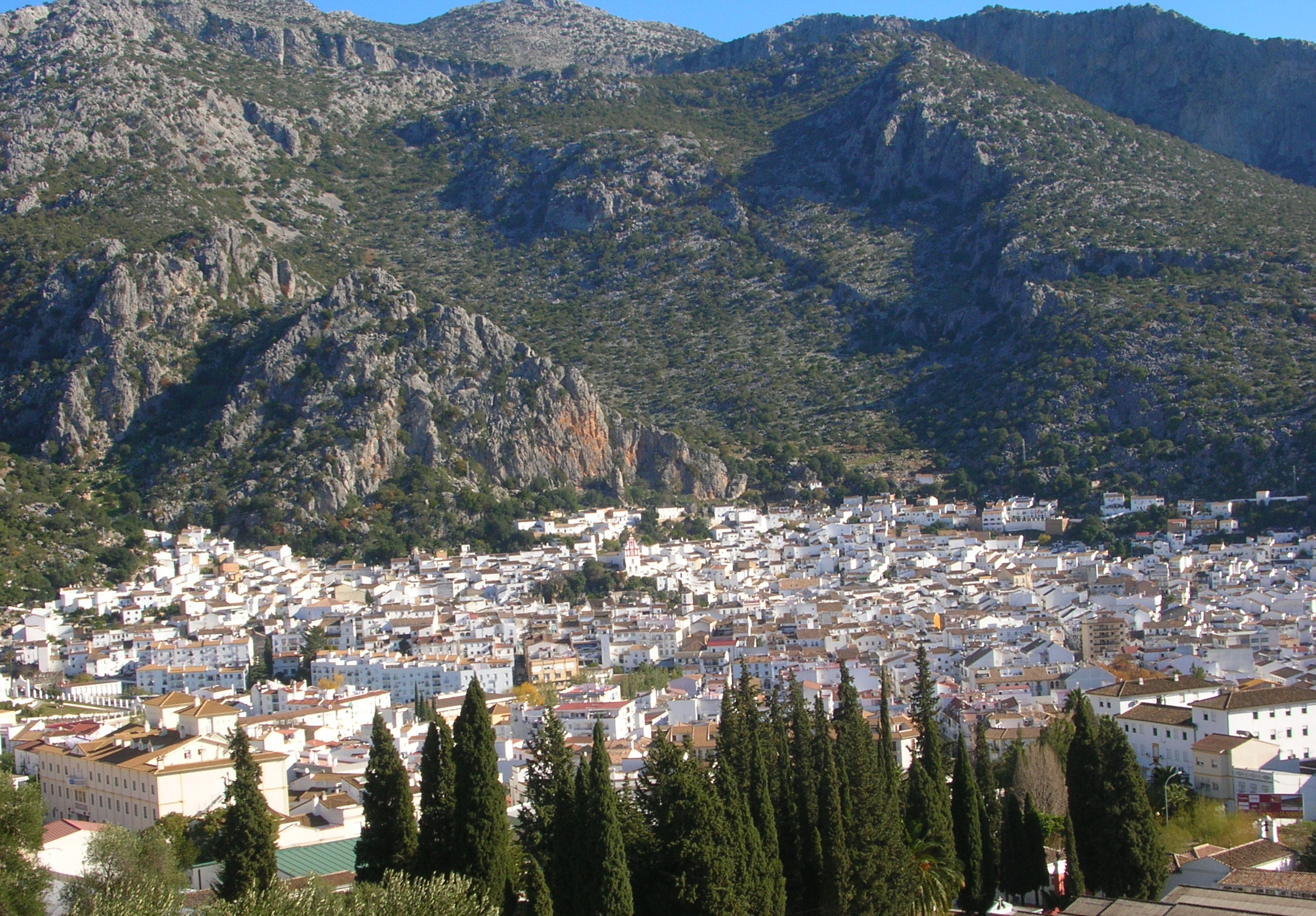
Ubrique
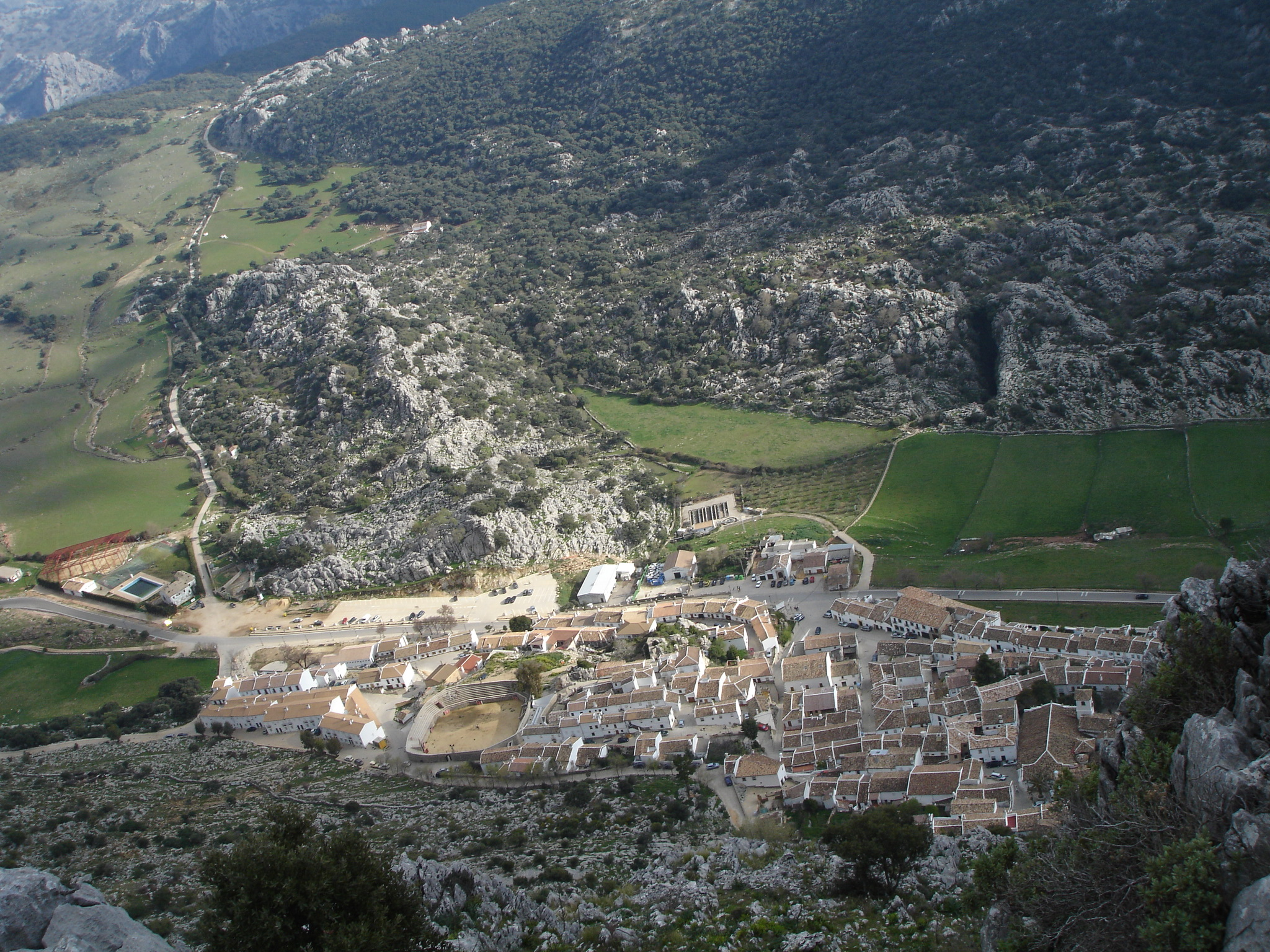
Vista de Villaluenga do Rosario ao subir ao Navazo Alto
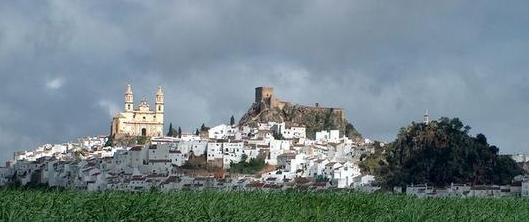
Vista de Olvera